# Ceratitis flexuosa
Ceratitis flexuosa är en tvåvingeart som först beskrevs av Walker 1853.  Ceratitis flexuosa ingår i släktet Ceratitis och familjen borrflugor. Inga underarter finns listade i Catalogue of Life.